# リズムでゲット・ユー
「リズムでゲット・ユー」 (Rhythm Is Gonna Get You)は、グロリア・エステファン&マイアミ・サウンド・マシーンの楽曲。通算10枚目のスタジオ・アルバム『レット・イット・ルース』から1枚目のシングルとしてリリースされた。
全英シングルチャートでは1987年のオリジナル盤と翌年2月の再リリース時の2度に渡ってチャートインを逃したが、後続のシングルのヒットにより12月に2回目の再リリースが行われトップ20入りを果たした。
2018年、アメリカ議会図書館の全米録音資料登録簿に登録された。

## 収録曲
日本盤 7"シングル
1. リズムでゲット・ユー
2. ギヴ・イット・アップ